# Österbyn, Falu kommun
Österbyn är en bebyggelse i Svärdsjö socken i Falu kommun, Dalarnas län. Mellan 1990 och 2015 avgränsades av SCB denna bebyggelsen tillsammans med den i Östansjö till en småort med namnet Österbyn och Östansjö, vilken avregistrerades 2015.  Vid avgränsningen 2023 klassades bebyggelsen i Österbyn men ej Öatansjö som en småort igen. Bebyggelsen är belägen vid östra sidan om den nedre delen av Svärdsjön.